# HMS Illustrious (R06)
Pour les autres navires du même nom, voir HMS Illustrious.
Le HMS Illustrious (R06) est un porte-avions léger de la Royal Navy de la classe Invincible lancé en 1981. Depuis le retrait du HMS Ark Royal en 2011, il est le dernier porte-aéronefs de la Royal Navy. Il est retiré du service en 2014. C'était le cinquième navire de guerre et le deuxième porte-avions à porter le nom HMS Illustrious et son équipage l'appelait affectueusement « Lusty » (« le robuste » en français).
Son achèvement est accéléré pour une mise en service le 20 juin 1982 en raison du déclenchement de la guerre des Malouines à laquelle il ne participe toutefois pas ; le 28 août 1982, il est néanmoins envoyé au large de l'archipel des Malouines pour en assurer la protection, le temps que la base aérienne de Mount Pleasant soit opérationnelle pour remplacer l'aérodrome de Port Stanley.
De retour au Royaume-Uni, il n'a été officiellement mis en service dans la flotte que le 20 mars 1983. Après son déploiement dans l'Atlantique Sud, il a été déployé lors de l'opération Southern Watch en Irak, puis de l'opération Deny Flight en Bosnie-Herzégovine pendant les années 1990 et l'opération Palliser (en) en Sierra Leone en 2000. Un vaste réaménagement en 2002 l'a empêchée de participer à la guerre d'Irak de 2003, mais il a été réparé à temps pour aider les citoyens britanniques piégés dans le conflit israélo-libanais de 2006.
À la suite du retrait du BAE Harrier II en 2010, l'Illustrious a fonctionné comme porte-hélicoptères avec l'Ark Royal. Et après 32 ans de service, le plus ancien navire de la flotte active de la Royal Navy de l'époque a été officiellement mis hors service le 28 août 2014. Le HMS Ocean le remplace en tant que navire amiral de la Royal Navy à partir de juin 2015, jusqu'à l'arrivée du HMS Queen Elizabeth en 2017.
Malgré une annonce de 2012 du ministère de la Défense qui indiquait qu'une fois mis hors service, l'Illustrious serait préservé pour la nation, il a été vendu en 2016 à Leyal Ship Recycling, une entreprise turque spécialisée dans le recyclage de navires.